# Третья Речка (река, впадает в Кроноцкий залив)
Третья Речка — река на полуострове Камчатка. Протекает по территории Елизовского района Камчатского края России.
Длина реки — 10 км. Берёт исток с юго-восточного склона горы Зубчатая (вулканический массив Большой Семячик, протекает на юго-восток до впадения в бухту Тихая Кроноцкого залива.
ительменское название реки Кохч, которое вероятно видоизменено от слова когачь — «хребет».

## Данные водного реестра
По данным государственного водного реестра России относится к Анадыро-Колымскому бассейновому округу.